# FC Unirea Voluntari Urziceni
El FC Unirea Urziceni és un club de futbol romanès de la ciutat d'Urziceni. Va ser fundat en 1954 i participa en la Lliga I.

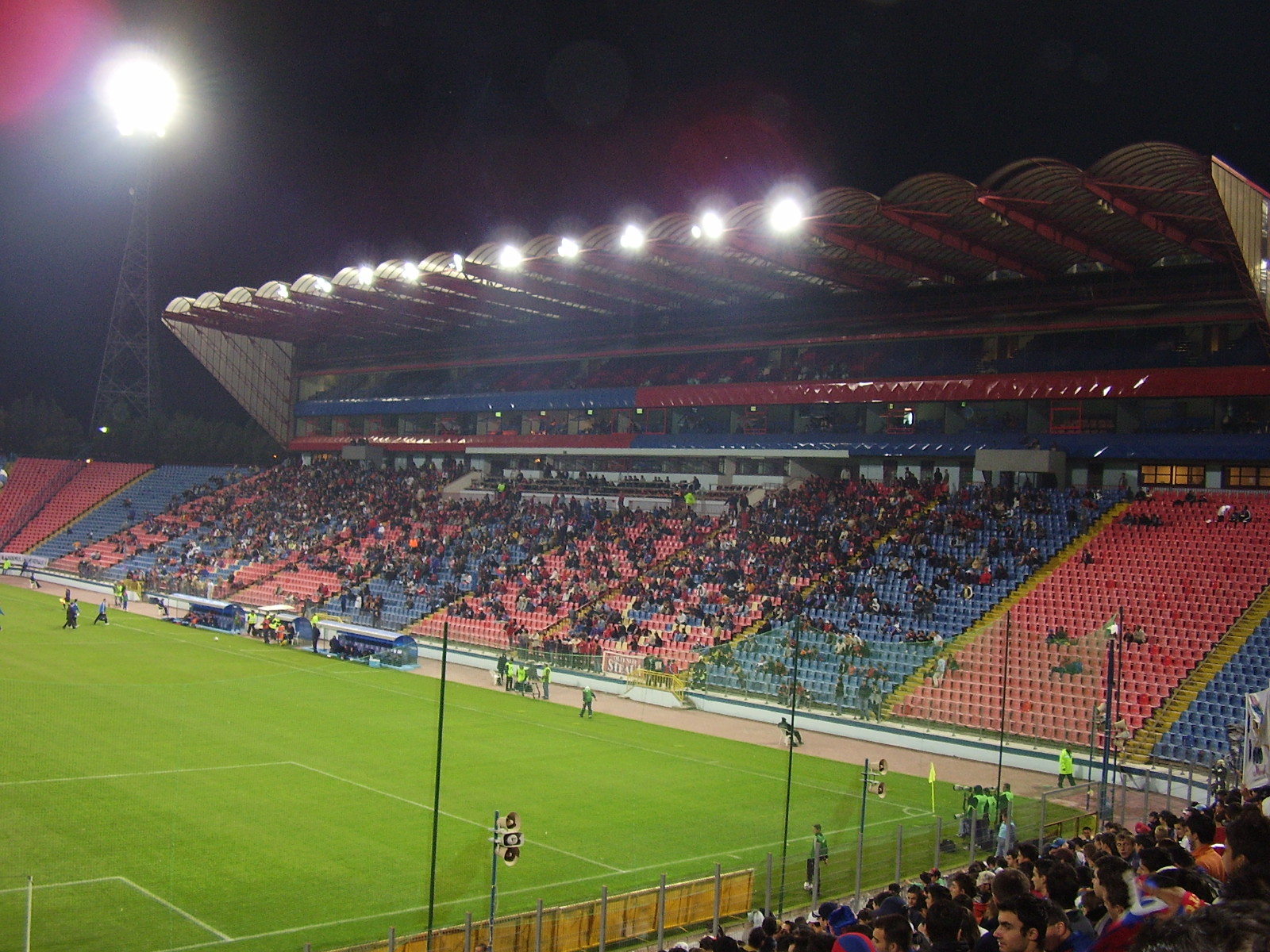
Imatge d'un partit entre l'Steaua de Bucarest i el FC Unirea Urziceni.

## Història
El club va aconseguir el seu ascens a la Lliga I per a la temporada 2006-07 finalitzant en el desè lloc en aquesta campanya. A l'any següent va arribar a la final de la Copa de Romania sent derrotat pel CFR Cluj per 2-1. Malgrat la derrota va classificar a la Copa de la UEFA doncs el seu rival havia assolit la seva classificació a la UEFA Champions League com campió de la Lliga I. En la Copa de la UEFA 2008-09 va enfrontar en primera ronda a l'Hamburg SV al que va empatar a zero a Alemanya però va ser eliminat al caure com local per 2-0. Va aconseguir el títol de la Lliga I per primera vegada en la temporada 2008-09 classificant a la ronda de grups de la Lliga de Campions de la UEFA 2009-10. En la Lliga de Campions de La UEFA 2009-10 l'equip Romanès va aconseguir 8 punts derrotant el Glasgow Ràngers per 1 - 4 i guanyant a Bucarest per 1-0 al Fc Sevilla.A causa de més derrotes l'equip ha anat A la UEFA Europa League on es va a trobar al Liverpool F.C. en el pròxim mes de febrer en l'estadi d'Anfield de Liverpool.

## Uniforme
Uniforme titular: Samarreta celeste, pantalons blaus, mitgetes blaves.
Uniforme alternatiu: Samarreta verda, pantalons negres, mitgetes negres.

## Palmarès
Al llarg de la seva història solament ha aconseguit un títol en la temporada 2008-09 conquistant la Primera Division de la Lliga Romanesa